# Gallura

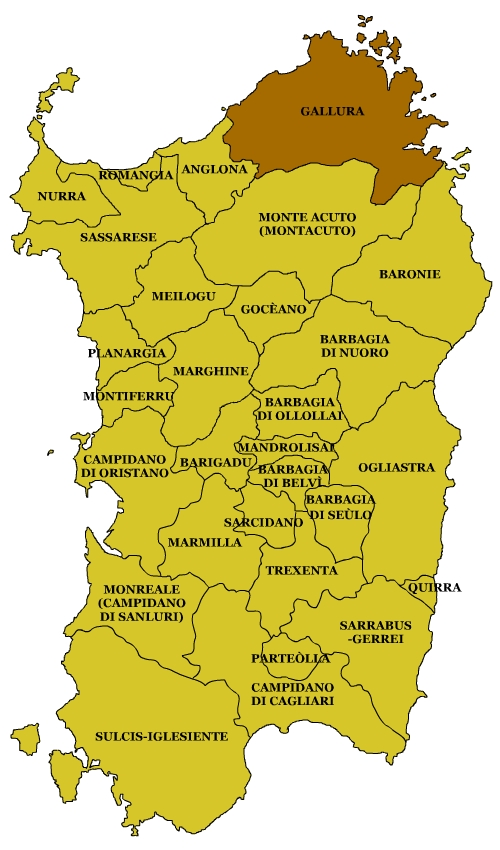
Situering van Gallura op Sardinië

Gallura (Gaddura) is een streek in het noordoosten van Sardinië. Hij maakt sinds 2005 deel uit van de provincie Olbia-Tempio en omvat de gemeenten Olbia, Tempio Pausania, Arzachena, La Maddalena, Calangianus, Luras, Aggius, Bortigiadas, Santa Teresa Gallura, Luogosanto, Palau, Aglientu, Trinità d'Agultu e Vignola, Telti, Golfo Aranci, Badesi, Viddalba, Sant'Antonio di Gallura, Loiri Porto San Paolo en San Teodoro.
De Gallurische taal is nauw verwant met het Corsicaans.